# Sulfurierung
Sulfurierung ist in der Chemie ein Sammelbegriff für die Einführung von Schwefel in irgendeine Form einer organisch-chemische Verbindung.
Man unterscheidet dabei zwischen:
- Sulfidierung: Einführung von Schwefel unter Bildung von Thiolen (R–SH), Thiolsäuren oder irgendeine Form von Sulfiden (R1–S–R2).[1]

- Sulfonierung: Einführung von –SO3H in irgendeiner Form. Dabei entstehen z. B. Sulfonsäuren (enthalten eine C–S–O-Bindung).[1]

- Sulfatierung: durch Reaktion von zum Beispiel SO3 mit organischen Alkoholgruppen entstehen organische Sulfate (enthalten eine C–O–S-Bindung, z. B. im Natriumlaurylsulfat).[2]